# Luis de la Hidalga y Enríquez
Luis de la Hidalga y Enríquez (Ciudad de México, 12 de diciembre de 1923 - 5 de octubre de 2017) fue un abogado, funcionario público, escritor y académico mexicano. Escribió varios libros entre los que se destacan "El Violador de la Rosa", "La Venganza de Lady Wilshire", y la obra de teatro "¿Inocente o culpable?, Usted es el Jurado". Fue autor del anteproyecto de la Constitución política de los estados de Baja California Sur y Quintana Roo.

## Trayectoria[1]
Luis de la Hidalga y Enríquez ingresa a la Facultad de Derecho de la UNAM para estudiar la licenciatura, especialización, maestría y doctorado en Derecho Constitucional y Administrativo. Toma un curso especial sobre Administración Pública en la rama del Ejercicio del Derecho en Áreas Urbana, Rural y sobre actualización del Derecho del Trabajo.
Entre sus actividades académicas y docentes, es maestro adjunto de Derecho Constitucional y de Teoría General del Estado en la UNAM; Miembro Fundador del Colegio de Profesores de Teoría General del Estado, así como Miembro Fundador y Vicepresidente de la Academia de Derecho Constitucional de la Asociación Nacional de Abogados; miembro de la Barra de Abogados; Colaborador de la Revista de la Facultad de Derecho, y de otras publicaciones especializadas. Maestro de Derecho Constitucional y Administrativo en el Instituto Tecnológico de México; maestro fundador y catedrático por 15 años en la Universidad Americana de Acapulco; Miembro de la Asociación de Escritores de México.
Colaborador de Jueves de Excélsior; editorialista de Últimas Noticias y de Excélsior. Dentro de su obra escrita se destacan sus estudios sobre problemas socioeconómicos de México, así como diversos trabajos de investigación Jurídico-Legislativo Federal. 
Es autor de diversos libros entre ellos el ensayo "La Organización Política del Hombre", coautor de "El Derecho Legislativo Mexicano", editado por la Cámara de Diputados de la XLVIII Legislatura; "Lo que Callan los Estados Unidos en su Bicentenario", "El Equilibrio del Poder en México", editado por la UNAM en sus cuatro ediciones, "Compilación Comentada" en cuatro volúmenes sobre las Disposiciones Legislativas expedidas por la XLVIII Legislatura del Congreso de la Unión.
Autor del proyecto de Constitución para los nuevos Estados de Quintana Roo y Baja California Sur; Autor de los libros "La Organización Política en México" y "Sonia Amelio, Mexicana Universal"; la editorial Porrúa le ha publicado "La Historia del Derecho Constitucional Mexicano", "Atrás de las Torres ... e Irak", "Teoría Constitucional" y "Teoría General del Estado".
En su calidad de novelista están en prensa "El Violador de la Rosa", "La Venganza de Lady Wilshire", y la obra de teatro "¿Inocente o culpable?, Usted es el Jurado". Ha ocupado muy diversos cargos públicos, entre los cuales se destaca el de Director en Jefe de Asuntos Culturales y Publicaciones en la Secretaría de Relaciones Exteriores, donde en su relevante función logró firmar con China su primer convenio cultural, aún en vigor.
Director del Diario Oficial de la Federación de la Secretaría de Gobernación y muchos más, lo cual le ha valido haber recibido preseas de diversos países entre ellos Bulgaria, Estados Unidos, España y Alemania; en dos ocasiones el premio Nacional de Periodismo y El premio Nacional de la enseñanza Jurídica, otorgado por la Asociación Nacional de Facultades de Derecho.